# Dornava
Dornava (in tedesco Dornau) è un comune di 2 710 abitanti della Slovenia nord-orientale. 

## Monumenti e luoghi di interesse
Citato sin dal Medioevo, conserva un palazzo barocco del XVIII secolo detto Grad, costruito dal conte Francesco Dismas Attems della famiglia Attems intorno al 1730, sulle fondamenta di un castello comperate dai Signori di Ptuj.

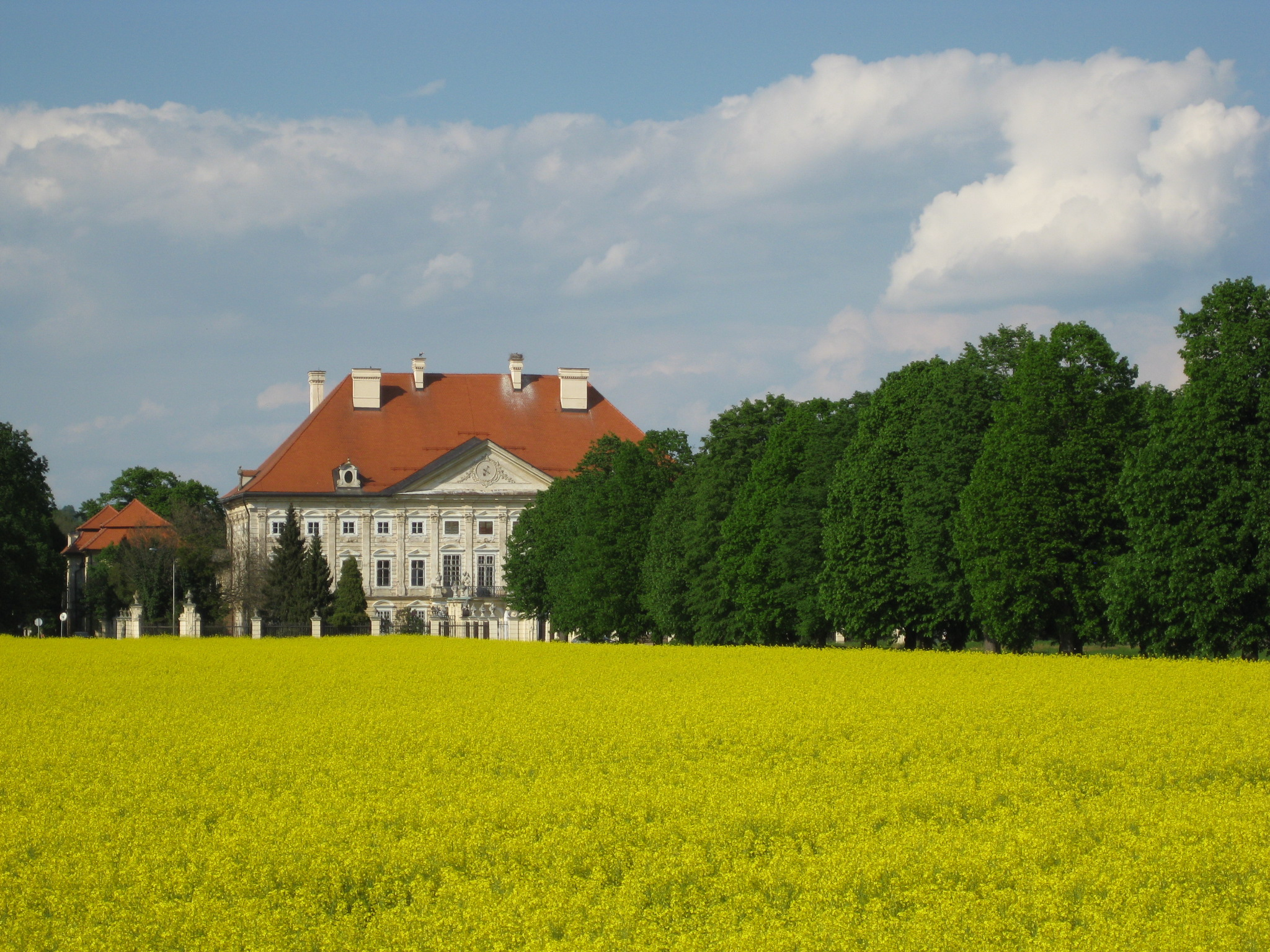
Grad.